# マウント・カーメル郡区 (ペンシルベニア州ノーサンバーランド郡)

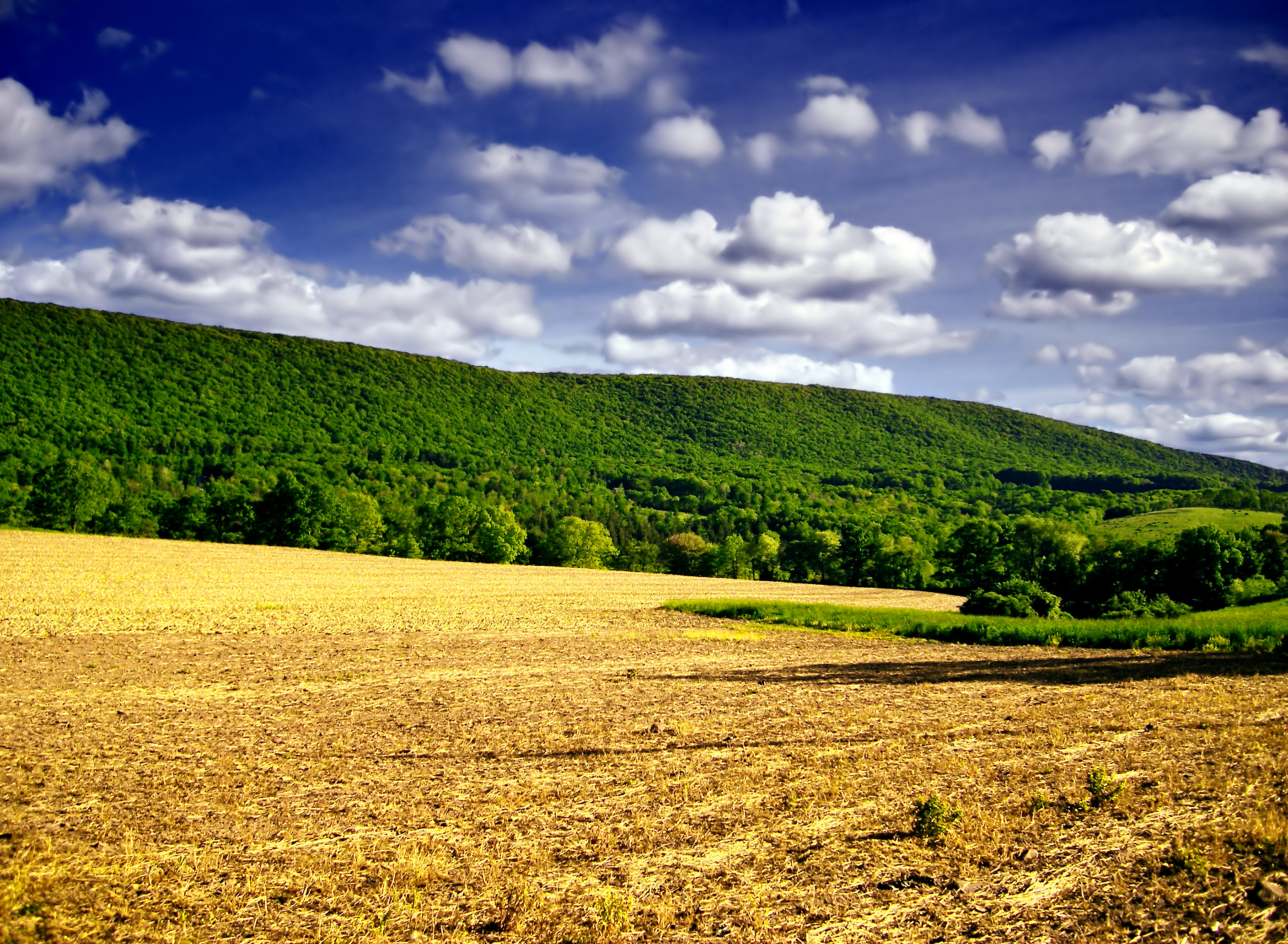
マウント・カーメル郡区の風景。

州内のノーサンバーランド郡の位置。

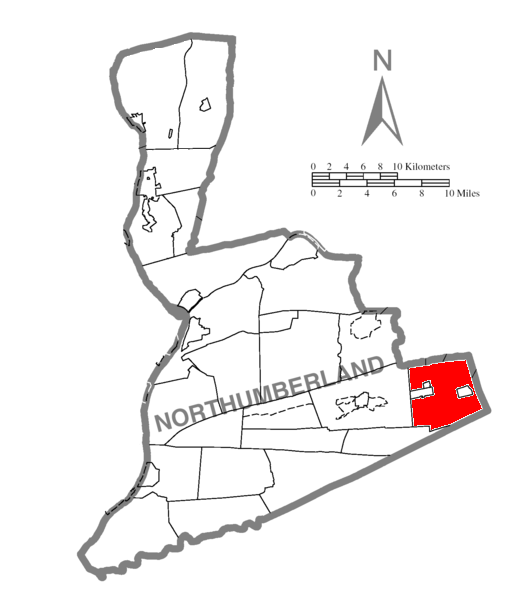
郡内のマウント・カーメル郡区の位置。

マウント・カーメル郡区（Mount Carmel Township）は、アメリカ合衆国ペンシルベニア州ノーサンバーランド郡にある郡区である。2000年現在の人口は2,701人。

## 地理
アメリカ国勢調査局によると、マウント・カーメル郡区の総面積は57.0km2。56.5km2が陸地で、0.5km2が水に覆われている。

## 人口
2000年の国勢調査によると、マウント・カーメル郡区の人口は2,701人であり、1,086世帯、729家族が居住している。人口密度は 1平方キロメートルあたり47.8人である。1,250軒の家があり、1平方キロメートルあたり22.1軒の家が建っている。町の人種構成は、99.56%が白人、0.00%が黒人ないしアフリカ系アメリカ人、0.00%がアメリカ先住民、0.11%がアジア人、0.04%が太平洋諸島系、0.04%がその他の人種であり、0.26%は混血である。人口の0.11%はラテン系である。
全世帯の27.0%には18歳未満の子供が同居しており、51.3%は夫婦で一緒に生活している。11.1%は夫のいない女性が世帯主であり、32.8%は独身である。全世帯の30.3%は一人暮らしであり、17.6%が65歳以上である。平均世帯人数は2.36人、平均家族人数は2.93人である。
マウント・カーメル郡区の人口は、20.9%が18歳未満、18歳以上24歳以下が5.5%、25歳以上44歳以下が23.4%、45歳以上64歳以下が24.8%、65歳以上が25.4%である。年齢の中央値は45歳である。女性100人に対して男性は88.0人であり、18歳以上の100人の女性に対して男性は82.3人である。
町の1世帯あたりの平均収入は28,438ドルであり、1家族あたりの平均収入は35,847ドルである。男性の平均収入が31,713ドルに対し、女性の平均収入は23,047ドルである。1人あたりの収入は15,376ドルである。人口の10.8%（全家族の9.4%）が極貧層である。18歳以下の住民の12.0%、65歳以上の住民の13.1%は貧しい生活を送っている。